# Вальтер, Фредерик Анри
Фредерик Анри Вальтер по прозвищу Меченый (из-за шрамов от ранений; 20 июня 1761, Обенхейм, провинция Эльзас (ныне департамент Нижний Рейн), королевство ФранцияФранция — 24 ноября 1813, Кузель, департамент Саар, Франция) — французский военный деятель, дивизионный генерал (27 августа 1803 года), граф Вальтер и Империи (декрет от 19 марта 1808 года, патент подтверждён 26 апреля 1808 года), участник революционных и наполеоновских войн.

## Биография
Родился в Эльзасе, на землях франко-германского пограничья (современный департамент Нижний Рейн). Сын лютеранского пастора Оберхайма Жоржа Анри Вальтера и его жены, Марии Элизы Шатель из Монбельяра. Генерал Вальтер приходился двоюродным братом биологам Фредерику и Жоржу Кювье.
Вальтер начал службу в 1781 году рядовым гусарского полка Бершени, после революции — гусарский лейтенант (1792 год). В ходе Войны первой коалиции сражался в Северной армии, отличился при Неервиндене, где был ранен. Показал себя хорошим кавалерийским начальником, и был произведен в бригадные генералы.
В ходе Войны второй коалиции Вальтер служил в армиях на различных театрах военных действий. Под началом Массены, генерал сражался в триумфальной для французов Битве при Цюрихе, его конница преследовала бегущие русские части. Находясь во главе своих кавалеристов, был ранен в 1800 году при Гогенлиндене, сражаясь под началом генерала Моро. В 1803 году произведён в дивизионные генералы.
В Войне третьей коалиции генерал Вальтер особо отличился при Аустерлице в 1805 году, во главе драгунской дивизии. Приданная пехотному корпусу маршала Сульта, дивизия обеспечила прорыв центра русско-австрийских позиций, причём её командир был ранен, но полностью выполнил свою боевую задачу. За этот успех, Вальтер был пожалован в кавалеры Большого Орла ордена Почётного Легиона, и возведён в камергеры императора Наполеона.
Дальнейшая карьера генерала связана с кавалерией Императорской Гвардии, которую Наполеон чрезвычайно берёг, и которой бессменно командовал маршал Бессьер.
В историю вошло самопожертвование гвардейской конницы — Конных гренадер (под началом Вальтера) и Конных егерей (под началом Дальмана; полк, чей мундир обычно носил император) на русские позиции при Эйлау в 1807 году, где они ринулись на мощные батареи, чтобы вызволить расстрелянный в упор корпус потерявшего хватку маршала Ожеро, и, ценой огромных потерь, исполнили свой долг, выведя пехоту маршала из-под удара.
При Ваграме гвардейская конница действовала неудачно: Бессьер был ранен и кавалеристы отошли назад, едва начав атаку, оставив пехотный корпус маршала Макдональда в одиночестве на самом трудном участке боя (который, тем не менее, был выигран). Дело кончилось резонансной ссорой между Макдональдом с одной стороны и Бессьером и Вальтером с другой.
В кампанию 1812 года Вальтер командовал легкой кавалерией Императорской гвардии, подразделения которой поочередно исполняли обязанности почетного караула Наполеона. Во время отступления из России гвардейская конница также потеряла людей и лошадей от голода и бескормицы.
В 1813 году полки были снова укомплектованы, и Вальтер водил их в бой при Дрездене, Лейпциге и Ганау. Скончался от крайнего переутомления и тифа по дороге на лечение во Францию.
Имя генерала выбито на восточной стене парижской Триумфальной Арки.

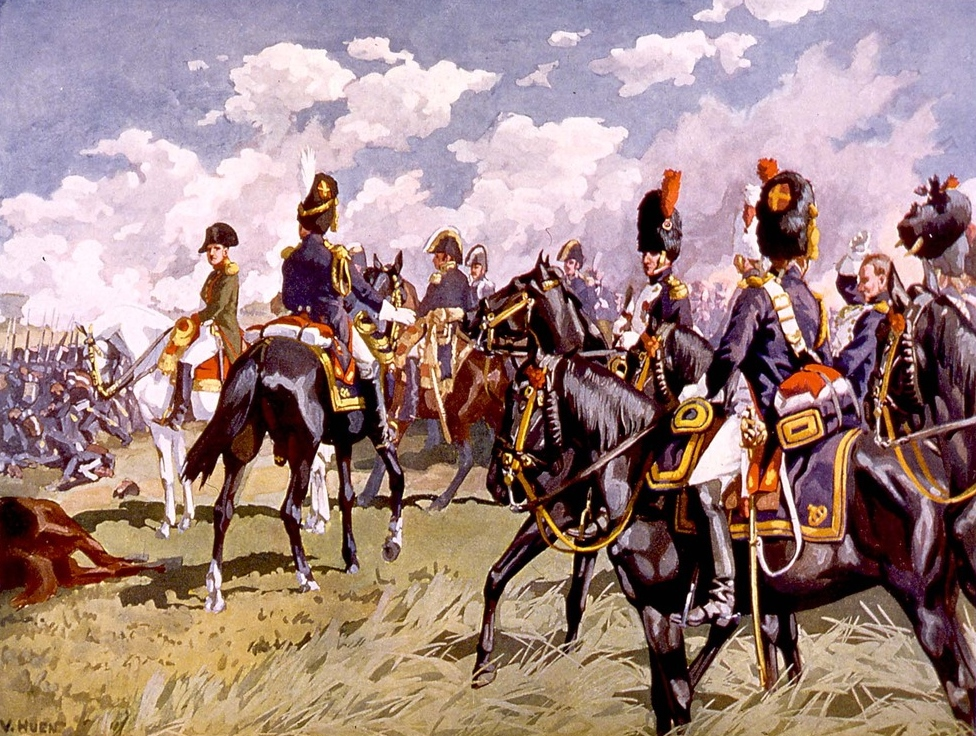
Генерал Вальтер, командир Конных Гренадер Гвардии, в сражении при Эсслинге убеждает Наполеона уехать из под огня
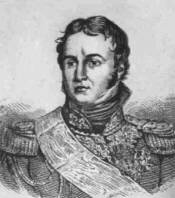
портрет генерала Вальтера.

## Воинские звания
- Гусар (16 мая 1781 года);
- Вахмистр (1 апреля 1788 года);
- Младший лейтенант (22 сентября 1789 года);
- Лейтенант (10 мая 1792 года);
- Капитан (1 сентября 1792 года);
- Командир эскадрона (1 мая 1793 года);
- Полковник (27 сентября 1793 года);
- Бригадный генерал (22 октября 1793 года);
- Дивизионный генерал (27 августа 1803 года).

## Титулы
- Граф Вальтер и Империи (фр. comte Walther et de l'Empire; декрет от 19 марта 1808 года, патент подтверждён 26 апреля 1808 года в Байонне)[2][3].

## Награды
Легионер ордена Почётного легиона (11 декабря 1803 года)
 Великий офицер ордена Почётного легиона (14 июня 1804 года)
 Знак Большого Орла ордена Почётного легиона (8 февраля 1806 года)
 Командор ордена Железной короны (23 декабря 1807 года)